# Casebook
Un material caratulado casebook o libro de casos o libro de asuntos o registro de casos es un tipo de libro de texto primordialmente usado por estudiantes en las escuelas de leyes. Más que simplemente presentar lo esencial de la doctrina legal en una específica área de estudio, un registro casebook contiene extractos de casos legales en los que la ley fue aplicada en tales o cuales circunstancias. Entonces el estudiante o incluso el profesional en derecho puede hacer el "análisis o estudio de casos", para así familiarizarse con la terminología y/o para establecer qué regla o qué doctrina fue aplicada en tales circunstancias o en tales otras, así como para tomar conocimiento sobre cómo la corte evaluó los argumentos y las razones esgrimidos por los abogados. Estos registros a veces también contienen extractos de artículos de prestigiosos juristas o recopilaciones de leyes sobre una determinada temática, así como análisis históricos, comentarios editoriales, y otros materiales relacionados, para así completar el adecuado entorno documentario para mejor realizar el estudio de casos.
La técnica de enseñanza basada en los registros casebook es conocida como el método casebook, y supone estimular al estudiante en leyes a "pensar como un abogado". Este método de estudio es más frecuentemente usado en países donde se da mucha importancia a la jurisprudencia como fuente de ley.
La mayoría de los profesores en derecho autorizan el uso de material casebook, aunque usualmente recomendando libros o documentación de dos, tres, o cuatro diferentes autores, y en general al menos uno de ellos docente de gran reconocimiento en su área específica. Nuevas ediciones de registros casebook a menudo conservan material de profesores ya fallecidos, y que en su época tuvieron un gran reconocimiento. La puesta al día (actualización) de material casebook, cae por tanto bajo a la entera responsabilidad de las nuevas generaciones, y el material editado en fechas pasadas a menudo es conocido por los nombres de los autores de mayor renombre allí presentes, tales como por ejemplo Prosser, Wade, Schwartz.
Los principales editores de registros casebooks en los Estados Unidos son Thomson West (editor de Foundation Press and American Casebook Series imprints), Aspen Publishing, y LexisNexis. Cada uno de estos editores usa en sus publicaciones un color específico rápidamente identificable, así como un modelo característico para sus cubiertas de libros. Tradicionalmente, las cubiertas de casebooks usan los colores rojo, azul, o marrón.
El predominio del método casebook en colegios de leyes en Estados Unidos, ha dado lugar a un activo mercado para los estudios apoyados según tal o cual edición casebook. Este tipo de orientación de apoyo generalmente es sumaria, y sigue el mismo ordenamiento que la bibliografía en la que se apoya, aunque la ventaja para el estudiante es que en esos cursos paralelos se le destacan los aspectos que son más esenciales y básicos.
También existen productos complementarios de ayuda tanto para el estudio como para el propio ejercicio profesional, incluyendo resúmenes (brief), resoluciones del Tribunal Supremo, y las series Understanding y Q&A de LexisNexis.

## Otros significados
Material casebook también puede señalar textos de investigación y estudio compilados por uno o varios dramaturgos. Estos registros sobre teatro y sobre actores y sobre los propios dramaturgos, presentan informaciones varias sobre el período de las obras y sobre sus implicaciones sociales y políticas, y en muchos casos son luego usados por actores y directores y productores, como ayuda en las interpretaciones y/o como apoyo en las traducciones o adaptaciones.
Por extensión, similar denominación en general también se aplica a material de consulta en un área específica, utilizado por estudiantes e investigadores.